# OK Röda stjärnan Belgrad
OK Röda stjärnan Belgrad är volleybollsektionen av SD Röda stjärnan Belgrad. Både dam- och herrlaget har varit mycket framgångsrika.
Damlaget vann jugoslaviska mästerskapen 19 gånger, serbisk-montenegriska mästerskapen 4 gånger och har vunnit serbiska mästerskapen 4 gånger. Laget vann också jugoslaviska cupen 10 gånger (1960-61, 1961, 1962, 1972, 1974, 1976-77, 1979, 1982, 1983 och 1991), serbisk-montenegriska cupen 2 gånger (1992 och 2002) och har vunnit serbiska cupen 5 gånger (2009-10, 2010-11, 2011-12, 2012-13 och 2013-14).
Herrlaget  vann jugoslaviska mästerskapen 5 gånger, serbisk-montenegriska mästerskapen 1 gång och har vunnit serbiska mästerskapen 6 gånger. Laget vann också jugoslaviska cupen  5 gånger (1959-60, 1972, 1973, 1975 och 1991), serbisk-montenegriska cupen 3 gånger (1993, 1997 och 1999) och serbiska cupen 6 gånger (2008-09, 2010-11, 2012-13, 2013-14, 2015-16 och 2018-19).